# سیارک ۱۶۰۱
سیارک ۱۶۰۱ (به انگلیسی: 1601 Patry، نامگذاری:1942KA) هزار و ششصد و یکمین سیارک کشف شده‌است که در ۱۸ مه ۱۹۴۲ و در الجزیره کشف شد.
قدر مطلق سیارک برابر ۱۲٫۳۲ است.